# Alfa Pictoris
Alfa Pictoris (α Pic) – najjaśniejsza gwiazda w gwiazdozbiorze Malarza. Jest odległa od Słońca o około 97 lat świetlnych.

## Charakterystyka
Jest to gwiazda ciągu głównego lub podolbrzym, należąca do typu widmowego A. Jej temperatura nie jest dobrze określona, oceny zawierają się od 7370 do 8610 K (średnio 7950, co odpowiada typowi widmowemu A7). Jej jasność to 35 jasności Słońca, ma ona promień 3,1 razy większy niż Słońce. Masa gwiazdy wiąże się z jej zaawansowaniem ewolucyjnym: jeśli Alfa Pictoris jeszcze nie zakończyła syntezy wodoru w hel w jądrze, to jej obserwowane cechy pozwalają obliczyć masę równą 2,1 masy Słońca; jeśli już zakończyła, jej masa to 2,2 masy Słońca. Gwiazda ma około miliarda lat. Gwiazdy o mniejszej masie mają w otoczce jądra strefę konwektywną, w której generowane jest pole magnetyczne; Alfa Pictoris nie powinna jej mieć. To przypuszczenie zgadza się z obserwowanym szybkim obrotem gwiazdy – pole magnetyczne z czasem zwalnia obrót mniej masywnych gwiazd. Pomimo tego Alfa Pictoris emituje promieniowanie rentgenowskie, co wraz z zaburzeniami jej ruchu zaobserwowanymi przez sondę Hipparcos wskazuje, że ma ona towarzysza, dotąd niezaobserwowanego.
Alfa Pictoris jest południową gwiazdą polarną Merkurego (północną jest Omikron Draconis).